# Eidgenössische Volksinitiative «Für eine Schweiz ohne synthetische Pestizide»

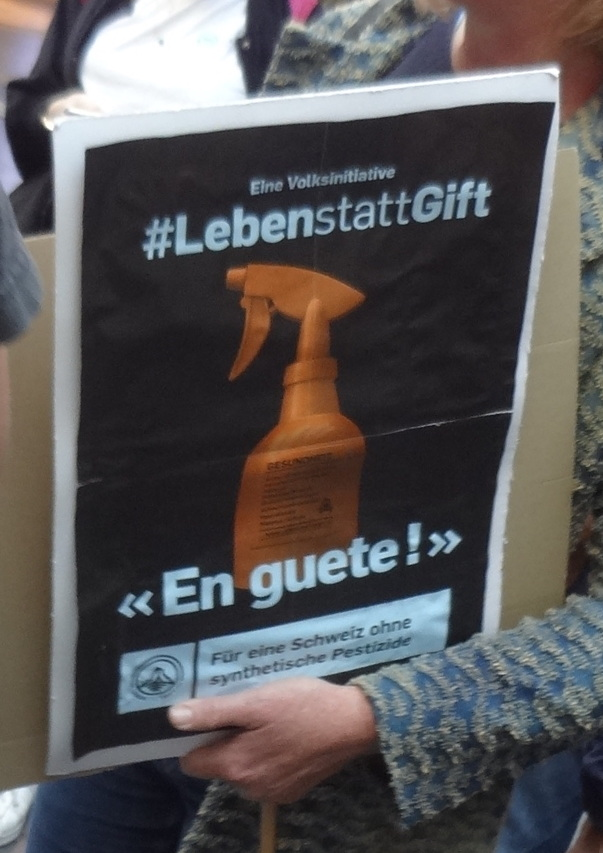
Plakat für die Initiative (2019)

Die eidgenössische Volksinitiative «Für eine Schweiz ohne synthetische Pestizide», kurz Pestizid-Initiative genannt, war eine schweizerische Volksinitiative, die am 13. Juni 2021 abgelehnt wurde. Sie forderte ein Verwendungsverbot von synthetischen Pestiziden sowie ein Einfuhrverbot von Lebensmitteln, die synthetische Pestizide enthalten oder mithilfe solcher hergestellt worden sind.

## Chronologie
Die Initiative des Vereins Future3 wurde am 8. November 2016 eingereicht. In der Folge hielt die Bundeskanzlei fest, dass diese den gesetzlichen Formen entspricht. Der Sammelbeginn wurde auf den 29. November 2016 festgelegt, die Sammelfrist entsprechend auf den 29. Mai 2018. Die erforderlichen 100 000 Unterschriften konnten gesammelt und am 25. Mai 2018 bei der Bundeskanzlei eingereicht werden. Das Zustandekommen der Initiative wurde am 25. Juni 2018 durch die Bundeskanzlei bestätigt. Der Bundesrat beantragte dem Parlament am 27. Februar 2019, die Pestizidinitiative Volk und Ständen ohne Gegenvorschlag zur Ablehnung zu empfehlen.  Der Nationalrat tat dies am 20. Juni 2019. Nachdem die gesetzliche Frist für die Behandlung der Volksinitiative durch die Eidgenössischen Räte wegen des Fristenstillstandes aufgrund der COVID-19-Krise auf den 5. Februar 2021 verlängert worden war, hatte der Ständerat die Initiative in der Herbstsession im September 2020 behandelt. In ihren Schlussabstimmungen vom 25. September 2020 hatten beide Räte die Initiative Volk und Ständen mit der Empfehlung auf Ablehnung zur Abstimmung unterbreitet.
Die inhaltlich verwandte eidgenössische Volksinitiative «Für sauberes Trinkwasser und gesunde Nahrung – Keine Subventionen für den Pestizid- und den prophylaktischen Antibiotika-Einsatz» kam bereits am 1. März 2018 zustande. Beide Initiativen kamen am 13. Juni 2021 zur Abstimmung.

## Initiativtext
Die Bundesverfassung wird wie folgt geändert:

Art. 74 Abs. 2bis

2bis Der Einsatz synthetischer Pestizide in der landwirtschaftlichen Produktion, in der Verarbeitung landwirtschaftlicher Erzeugnisse und in der Boden- und Landschaftspflege ist verboten. Die Einfuhr zu gewerblichen Zwecken von Lebensmitteln, die synthetische Pestizide enthalten oder mithilfe solcher hergestellt worden sind, ist verboten.
Art. 197 Ziff. 12

12. Übergangsbestimmungen zu Art. 74 Abs. 2bis

1 Die Ausführungsgesetzgebung zu Artikel 74 Absatz 2bis tritt spätestens zehn Jahre nach dessen Annahme durch Volk und Stände in Kraft.

2 Der Bundesrat erlässt vorübergehend auf dem Verordnungsweg die notwendigen Ausführungsbestimmungen und achtet dabei auf eine schrittweise Umsetzung von Artikel 74 Absatz 2bis.

3 Solange Artikel 74 Absatz 2bis nicht vollständig umgesetzt ist, darf der Bundesrat vorübergehend unverarbeitete Lebensmittel, die synthetische Pestizide enthalten oder mithilfe solcher hergestellt worden sind, nur dann bewilligen, wenn sie zur Abwehr einer gravierenden Bedrohung von Mensch oder Natur unverzichtbar sind, namentlich einer schweren Mangellage oder einer ausserordentlichen Bedrohung von Landwirtschaft, Natur oder Mensch.

## Haltungen

### Pro
Das Initiativkomitee argumentiert, dass bei einer Annahme der Initiative die öffentliche Gesundheit sowie die Gesundheit des hauptsächlich betroffenen Landwirtschaftssektors verbessert würde. Falls mit dem «Aktionsplan Pflanzenschutzmittel» nicht wesentliche Fortschritte erzielt werden, stellt die Initiative für Bio Suisse eine radikale Möglichkeit zur nötigen Weiterentwicklung dar. Im Oktober 2020 haben die Grünen die Ja-Parole beschlossen, im November folgten Demeter Schweiz und Bio Suisse. Auch die Kleinbauern-Vereinigung engagierte sich für die Initiative und hat die Ja-Parole beschlossen, ebenso das Bioforum Schweiz. Im Februar 2021 hat die GLP Stimmfreigabe und die SP die Ja-Parole beschlossen. Im März hat die EVP und im April die CSV die Ja-Parole beschlossen.

### Kontra
Der Schweizer Bauernverband lehnte die Initiative klar ab, da bei einem vollständigen Verzicht auf den Einsatz von Pflanzenschutzmitteln die Erträge in der Landwirtschaft aus seiner Sicht um 20 bis 40 Prozent schrumpfen würden. Im März hat die SVP die Nein-Parole beschlossen, gefolgt von der Mitte im April. Auch EDU und FDP lehnten die Initiative ab. Ebenfalls abgelehnt wurde die Initiative vom Schweizerischen Gemeindeverband und der Interessengemeinschaft Bio Schweiz (IG Bio), mit zahlreichen Vertreten aus der Bio-Branche (darunter auch Unternehmen von Coop und Migros). Um die Initiativen zu bekämpfen (inkl. der Trinkwasserinitiative) investierte Fenaco bereits 400'000 Franken. Die Gegner kritisieren, dass die Studie der Universität Genf, die aufzeigt, dass die Spermienqualität der Schweizer Männer und insbesondere der Bauernsöhne schlecht ist, für den Abstimmungskampf ausgenutzt würde.

## Meinungsumfragen
| Institut    | Auftraggeber | Datum             | Ja | Eher Ja | Unentschieden Keine Antwort | Eher Nein | Nein |
| ----------- | ------------ | ----------------- | -- | ------- | --------------------------- | --------- | ---- |
| LeeWas GmbH | Tamedia      | 28. Mai 2021      | 38 | 4       | 1                           | 4         | 53   |
| gfs.Bern    | SRG SSR      | 22. Mai 2021      | 33 | 14      | 2                           | 13        | 38   |
| LeeWas GmbH | Tamedia      | 12. Mai 2021      | 39 | 10      | 2                           | 7         | 42   |
| LeeWas GmbH | Tamedia      | 27. April 2021    | 40 | 13      | 4                           | 9         | 34   |
| gfs.Bern    | SRG SSR      | 23. April 2021    | 33 | 22      | 3                           | 14        | 28   |
| LeeWas GmbH | Tamedia      | 21./22. Juni 2018 | 42 | 30      | 6                           | 12        | 10   |

Bemerkungen: Angaben in Prozent. Das Datum bezeichnet den mittleren Zeitpunkt der Umfrage, nicht den Zeitpunkt der Publikation der Umfrage.

## Volksabstimmung

Abstimmungsergebnisse nach Kantonen

Bei den Abstimmungen am 13. Juni 2021 wurde die Volksinitiative abgelehnt.

## Sendungen des SRF
- Arena: Gift auf unseren Tellern?, 21. Juni 2019.
- Club: Bauern unter Druck, 13. April 2021.
- Club: Wie viel Pestizid landet im Teller? Jean-Denis Perrochet, Initiativ-Komitee Pestizidinitiative und Bio-Weinbauer, über die Pestizid- und Trinkwasser-Initiative, 11. Mai 2021.
- Arena: «Abstimmungs-Arena» zur Initiative Pestizidverbot, 4. Juni 2021.